# Дім з вежею через дорогу
| Автор              | Катерина Зінов'єва |
| ------------------ | ------------------ |
| Тип обкладинки     | Тверда             |
| Мова               | Українська         |
| Кількість сторінок | 352                |
| Видавництво        | Yakaboo Publishing |
| Формат             | 145х215 мм         |
| ISBN               | 978-617-8225-05-6  |
| Папір              | Офсетний           |
| Ілюстрації         | Немає ілюстрацій   |
| Тип                | Паперова           |
| Рік видання        | 2024               |

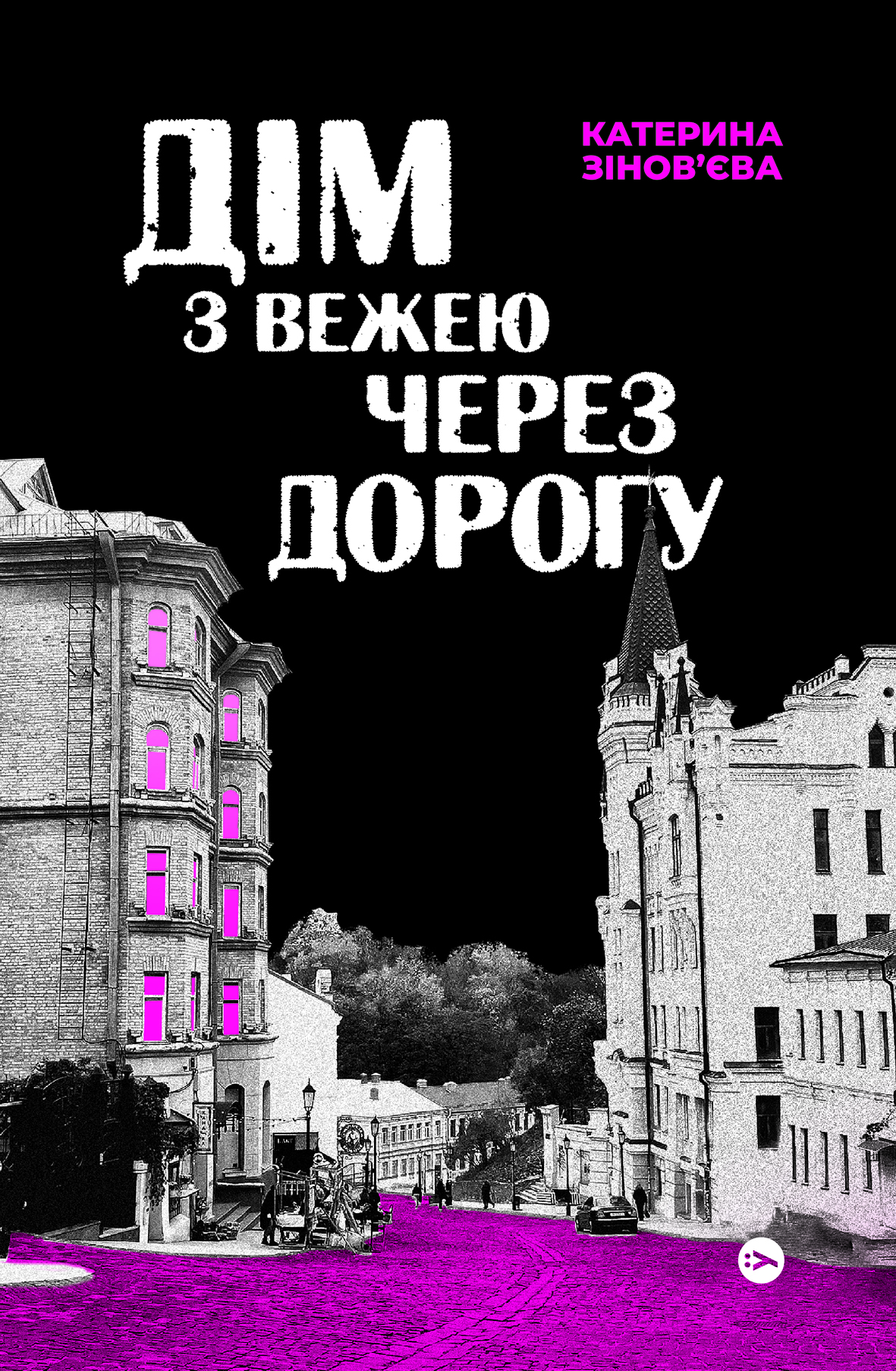

«Дім з вежею через дорогу» — сучасний роман української письменниці Катерини Зіновʼєвої, в якому переплітаються сучасна та історична проза з елементами магічного реалізму.

## Жанр
Сучасна українська література, сучасна проза, магічний реалізм, історична проза, роман.

## Сюжет
Повернувшись з війни без ноги, Слава втрачає інтерес до життя і мріє про його закінчення. Та уламок ракети, що падає на дім навпроти, відкриває таємницю, приховану старовинними стінами роками. Тепер Слава має за будь-яку ціну дізнатись правду. Якщо загадковий переслідувач не настигне його раніше… Історія переносить читача із сучасності на вулиці Києва 1918 року, де йдуть запеклі бої проти «муравйовців». Дві сюжетні лінії неймовірним чином перетинаються, нагадуючи про циклічність історії та відкриваючи приховані куточки Києва.

## Відгуки
Одразу після виходу, роман отримав переважно позитивні відгуки від читачів. Зокрема, його рекомендував український блогер Віталій Чепинога:
|  | Я останні роки читаю майже все, що є в сучасному Укрсучліті. Часто буває так, що люди пишуть, аби щось написати. Але іноді люди пишуть тоді, коли не писати - неможливо. Це книга саме з того розряду. Максим Рильський якось казав: не обов'язково випити цілу бочку вина, аби зрозуміти його смак... Тут відразу відчуваєш, що це правильне Вино! З перших сторінок. Війна нашого часу, війна 1918 року. Старі щоденники. І таємниця старого дому з вежею! Це - Література, це - Порода! Це щемливо й цікаво.'' |

Огляд порталу «Читомо» відзначив:
|  | І хоч трошки містики в цій книзі теж буде, основний її корінь — психологічний. Романтично налаштовані кияни й киянки оцінять ідею про локальну києволюбську масонську ложу, що збирається в таємних кімнатах бібліотеки Максимовича. От де ховається справжній романний і романтичний потенціал! |

Примірники книги були придбані, зокрема, читачами з Польщі, Чехії, Німеччини та США.

## Презентація
- 8 січня 2025 - презентація в арт-просторі Коцюбинський (Верховина)[1]
- 22 січня 2025 - презентація в Бібліотеці імені Павла Тичини (Київ)[2]
- 5 лютого 2025 - онлайн-презентація для Української бібліотеки в Мілані.
- 12 лютого 2025 - Київ, книгарня «Закапелок».

## Книга в медіа
- WoMo https://womo.ua/svitli-istoriyi-5-knyzhkovyh-porad-dlya-zymnyh-vechoriv/
- Редакція «ТиКиїв» https://tykyiv.com/misteckij/pochinai-chitati-razom-z-iekniga-10-knizhok-dlia-legkogo-startu/
- LIGA.net https://life.liga.net/rozvagy/article/shcho-pochytaty-u-hrudni-42-novykh-knyh-vid-ukrainskykh-vydavtsiv
- yakaboo https://blog.yakaboo.ua/prohrama-yeknyha-dlia-molodi/
- https://www.instagram.com/p/DEDFWEqNl9g/?igsh=MWdiam5hMjE4Y3Ywaw==
- Читомо https://chytomo.com/mandrivka-z-retro-kyieva-u-shakhtarski-netri-luhanshchyny-4-novi-ukrainski-romany/